# 4e bataillon de volontaires de Paris
Le 4e bataillon de volontaires nationaux de Paris, également appelé 1er bataillon des Sections Armées du district de Paris, était une unité militaire de l’armée Française créé sous la Révolution française. Il fut également appelé plus simplement 4e bataillon de Paris ou bataillon des Sections Armées.

## Création et différentes dénominations
Le 4e bataillon de volontaires nationaux de Paris est levé précipitamment en vertu de la loi du 1er septembre 1792.

Le bataillon est formé avec les volontaires des compagnies des sections du Marais, du Roule, des Thermes de Julien, des Gardes-Françaises, des Invalides, des Quatre-Nations, Poissonnière et la Halle-aux-blés, de la garde nationale parisienne c'est pour cela qu'il sera également appelé bataillon des Sections Armées .

Le 2 septembre, les enrôlements se faisaient, le 3 septembre la constitution des compagnies était opérée et le 4 septembre le bataillon se mettait en route.
- Lors de la première réorganisation le 20 mai 1794, 
  - le 4e bataillon de volontaires de Paris est amalgamé avec
  - le 1er bataillon du 30e régiment d'infanterie (ci-devant Perche) et
  - le 7e bataillon de volontaires de Rhône-et-Loire

pour former la 59e demi-brigade de première formation.

## Commandants
- 3 septembre 1792 : Lieutenant-colonel Barthélémy François Mousin
- 21 juillet 1793 : Lieutenant-colonel Jean-Pierre Altemayer dit Altemer

### Jean-Pierre Altemayer
Originaire d'Usselskirchen Jean-Pierre Altemayer dit Altemer était dragon au Régiment de Schomberg-Dragons en 1764.

En 1772, il est cavalier au régiment de La Reine-Dragons.

En 1780, il est congédié

En 1789, il est lieutenant dans la garde nationale parisienne

Le 3 septembre 1792, il est lieutenant-colonel en second du 4e bataillon de Paris

Le 21 juillet 1793,  il est lieutenant-colonel en chef du 4e bataillon de Paris

Le 20 mai 1794, il sera chef de bataillon à la 59e demi-brigade de première formation puis à la 102e demi-brigade de deuxième formation.

Il est destitué le 24 janvier 1798

## Historique des garnisons, combats et batailles

### 1792
- 2 septembre 1792, début des enrôlements.
- 3 septembre, constitution des compagnies.
- 4 septembre, le bataillon se met en route à destination de Châlons, quartier général des bataillons de nouvelle levée où devait s'opérer la formation définitive.
- Le 12 septembre, le bataillon arrive à Châlons.
- Le 13 septembre il est envoyé à Vitry-le-François

De Vitry le bataillon est envoyé à Metz ou il est rattaché à l'armée du Centre.
- Le 22 octobre il est en garnison à Metz puis est envoyé au camp des Chèvres, près de Sarrelouis.
- Le 24 novembre, en garnison à Sarrelouis, la compagnie de grenadier est créée sur ordre du général Beurnonville et il est rattaché à l'armée de la Moselle.

Le bataillon définitivement constitué pris part à la dure campagne de Trèves. Il eut à exécuter diverses marches de nuit très pénible à travers l'électorat de Trèves, sur des chemins que la pluie et la neige avaient rendus impraticables et à travers des bois.
- Le 5 décembre il est au combat de la Montagne Verte.
- La marche du 6 décembre est particulièrement funeste. Des volontaires ont les pieds gelés, d'autres font des chutes suivies d'accidents graves.
- Le 13 décembre il est au combat de Merzig.

### 1793
- Début janvier le bataillon est de retour à Sarrelouis.
- Le 29 janvier il quitte Sarrelouis et entre en campagne jusqu'au 13 avril.
- Le 1er février il occupe Neunkirchen.
- Le 6 mars, rattaché à la division d'Estourmel, il est à Deux-Ponts.

À partir de cette date, il se reconstitue dans cette place. En effet l'engagement des Volontaires n'était pris que pour une année, ou pour la durée de la campagne nécessaire à chasser l'ennemi du territoire national. Le dépôt du régiment est alors établi à Longeville-les-Metz.
- Début avril on trouve le bataillon à Sarrebruck.
- Le 13 avril il est à Sarrelouis où il se reforme au moyen d'environ 600 recrues en provenance des districts de Nemours, Tonnerre, Ervy, Mâcon, Neufchâteau, Blâmont, Limoges, Autun, Provins et Melun.
- Le 17 avril, le bataillon est engagé dans un combat d'avant-poste à Lauterecken.
- Jusqu'en décembre il demeure à Sarrelouis sous les ordres des généraux Louis de Bigault de Signemont[1],[2] puis Jacques Bidoit
- Le 27 mai, un détachement du bataillon est attaqué par les hussards autrichiens, pendant qu'ils investissaient la place.
- Le 21 juillet une formation tactique qui prit le nom de 108e demi-brigade et qui embrigadait[3]
  - le 2e bataillon du 54e régiment d'infanterie ci-devant Royal-Roussillon[4]
  - le 4e bataillon de volontaires de Paris qui formait le second bataillon
  - le 5e bataillon de volontaires de l'Orne[5].
- Le 14 septembre, un détachement envoyé pour fouiller le village de Nalbach fut chargé par la cavalerie ennemie.
- Le 8 octobre, lors d'une nouvelle affaire à Scheuerling, un lieutenant est tué.
- Le 14 octobre, après la reddition de Mayence, l'armée française est en retraite sur Sarrelibre où le bataillon est en garnison. Un détachement effectue une sortie contre les Autrichiens qui bloquent la ville, ce qui se termine par la perte de 25 tués et 16 blessés.
- Le 22 octobre, un détachement de 300 hommes est cerné à Lebach où il tient ferme pendant 5 jours dans un cimetière muré. Deux bataillons autrichiens le cernent, mais il parvient après une lutte opiniâtre à rejoindre Sarrelouis avec 12 tués et 10 blessés.
- Le 10 décembre, le bataillon des Sections Armées est toujours à Sarrelouis.

Faisant partie de la réserve de l'armée de la Moselle, il quitte Sarrelouis pour concourir au déblocus de la forteresse de Landau.
- Les 25, 26 et 27 décembre, il attaque, les lignes défensives autrichiennes du Pigeonnier et les hauteurs de Climbach permettant le déblocage de Landau.
- Le 30 décembre, l'armée de la Moselle avec Hoche pour chef, marche par Bitche sur les lignes de Wissembourg. Le 4e bataillon sous le commandement du général Taponier effectue des combats journaliers, qui finissent par mettre en fuite l'ennemi tout en perdant 41 tués et 45 blessés.

### 1794
Le 21 mars, après le déblocus de Landau et la retraite des Coalisés au-delà de Worms, le bataillon est à Rehlingen-Siersburg placé sous le général Paillard
Le 22 mars, il est engagé dans un combat d'avant poste contre les autrichiens à Sierck.
Le 1er avril il est à Bouzonville puis il est envoyé Sierck.
Le 24 avril le bataillon participe à un combat à Nennig dont le général Paillard rend compte au général Vincent :
Combat de Nennig
« Sierck, 5 floréal an II (24 avril 1794).
Paillard, général de brigade au général de division Vincent.
Je viens de recevoir ta lettre. Citoyen Général, par laquelle tu m'annonces qu'on nous retire la compagnie d'artillerie légère; je t'assure que j'en suis très fâché, attendu que, dans ces cantons, cette artillerie est, selon moi, plus avantageuse que des pièces de position.
Tu m'as marqué hier que tu devais faire un mouvement aujourd'hui, apparemment qu'il n'a pas eu lieu, puisque tu ne m'en parles pas. D'après le rapport que j'ai reçu hier, sur les 7 heures, de la force des cantonnements ennemis les plus près de moi, j'ai cru que je pourrais en surprendre un ; en conséquence j'ai donné ordre sur-le-champ à sept compagnies du 4e bataillon de Paris cantonnées à Sierck d'être rendues à minuit très précis à la porte dite de Trêves; j'ai pareillement donné ordre à six compagnies du 2e bataillon des Corps francs, à quatre compagnies du 1er bataillon des chasseurs de la Meuse, cantonnées à Haute-Sierck et Kerling, aux chasseurs à cheval et à la demi-compagnie d'artillerie légère, d'être rendus au même endroit et à la même heure. Je suis parti avec ces troupes à 1 heure du matin, j'ai laissé la demi-compagnie d'artillerie légère en arrière sur les hauteurs de « Norte » avec une escorte d'infanterie et de cavalerie, pour protéger ma retraite en cas de nécessité ; j'ai dirigé ma marche avec le reste de ma troupe sur Nennig, où j'avais été prévenu qu'il y avait environ cent hommes d'infanterie et une trentaine de hussards ; je suis arrivé à 4 heures moins un quart à Nennig; mais, au lieu des forces qu'on m'avait annoncées, je n'y ai trouvé qu'un avant-poste qui a été égorgé, hors la vedette qui a trouvé moyen de s'esquiver ; j'ai poussé jusqu'à « Bergh », où il s'est trouvé environ 37 hommes d'infanterie et 13 hussards de Wurmser. Il est bon de te dire la manière dont j'étais disposé avec mes troupes : la cavalerie sur quatre pelotons, deux pour entourer le village de droite et de gauche, le troisième pour entrer au grand galop, suivi de près par quatre compagnies d'infanterie légère ; le reste de mon infanterie et le quatrième peloton de cavalerie placé au bord du bois en arrière de Nennig. Par ces dispositions, je suis parvenu, non pas tout à fait à remplir le but que je m'étais proposé, mais au moins en partie. Je croyais faire prisonnière, toutes les troupes de ce cantonnement ; mais il n'a pas été possible, ayant été averties par quatre coups de fusil qui avaient été tirés sur nous par un avant-poste ; c'est ce qui a fait qu'elles ont fait quelque résistance. Aussi leur en a-t-il coûté plus cher, car, sur 50 hommes, dont 13 hussards, 25 au moins d'infanterie ont été tués et plusieurs grièvement blessés. J'ai été obligé de les laisser sur la place, faute de voitures. Après cette expédition j'ai fait effectuer ma retraite dans le plus grand ordre.
Nos braves Républicains ont pris 8 hussards de Wurmser, un croate, un officier et 11 chevaux tout équipés ; je comptais, comme je l'ai marqué au général Péduchelle, à qui je les ai envoyés pour les faire conduire au quartier général de l'armée, sur une meilleure prise. J'ai, comme tu le vois, été trompé, mais comme je ne les tiens pas quittes, j'espère une autre fois être plus heureux ; ce qu'il y a de plus consolant pour moi c'est qu'aucun de ces braves défenseurs de la République n'a reçu la plus légère blessure; cela n'est pas étonnant, les esclaves sont toujours lâches, et un lâche n'est jamais brave et rarement adroit. Je t'aurais envoyé ces prisonniers, si je n'avais eu à envoyer à Thionville 15 chevaux de paysans qui ont été pris à notre retour; c'est ce qui a fait que j'ai profité de la même occasion pour les faire conduire au quartier général. 
 Je te préviens que je n'ai pas fait de rapport de cette affaire au général en chef; comme tu corresponds journellement avec lui, tu aurais été obligé de lui en faire un semblable, comme sans doute tu lui feras.
 Je ne puis passer sous silence un rapport que le chef du 2e bataillon des Corps francs vient de me faire d'un trait du citoyen Boucher\caporal des carabiniers de ce corps. N'ayant pas de fusil, et sachant que son corps devait marcher, prévenu qu'un citoyen de Sierck en avait un, il lui a laissé 30 livres en gage jusqu'à ce qu'il le lui rapporte, ce qu'il a effectué à son retour. 
Salut et fraternité.
Paillard ».
Le 27 avril, le bataillon est une nouvelle fois engagé dans un combat d'avant poste contre les autrichiens à Sierck.
Le 11 mai, attaché à la division Championnet il quitte Sierck et marche sur la Sambre à Cutry.
Du 12 au 19 mai il est renforcé d'environ 300 réquisitionnaires provenant des districts de Redon, Quimperlé, Hennebont, Avranches, Vire et Fougères.
Le 20 mai 1794
- le 4e bataillon de volontaires de Paris est amalgamé avec
- le 1er bataillon du 30e régiment d'infanterie (ci-devant Perche) et
- le 7e bataillon de volontaires de Rhône-et-Loire

pour former la 59e demi-brigade de première formation.

## Personnalités
- Jacques Lecapitaine
- Raymond Pierre Penne